# Anne Makinda

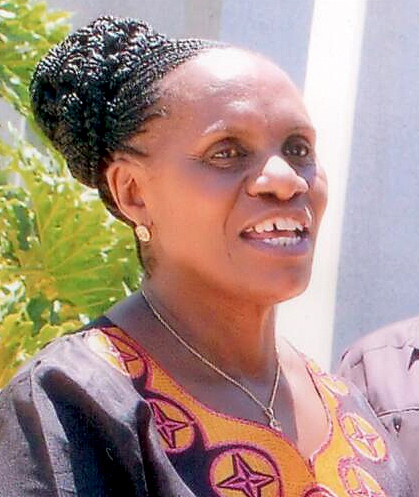
Anne Makinda (2015)

Anne Semamba Makinda (* 26. Juli 1949 in Njombe, Region Iringa) ist eine tansanische Politikerin. Sie war zwischen 1975 und 2015 Abgeordnete der Nationalversammlung und dabei von 2010 bis 2015 als erste Frau in Tansania Parlamentssprecherin.

## Frühes Leben und Ausbildung
Makinda wurde 1949 in Njombe in der Region Iringa geboren. Ihr Vater war Regional-Kommissar unter Julius Nyerere, der als Vorsitzender der sozialistisch orientierten Tanganjika African National Union (TANU) das von 1919 bis 1961 unter britischer Hoheit stehende ostafrikanische Mandats- bzw. (ab 1946) Treuhandgebiet Tanganjika in die staatliche Unabhängigkeit führte. Makinda besuchte in Njombe von 1957 bis 1964 die Uwemba Primary School, wo sie der Jugendorganisation der TANU beitrat. Anschließend ging sie von 1965 bis 1968 auf die Masasi-Mädchenschule in Mtwara und von 1969 bis 1970 auf die Kilakala Girls' Secondary School (Marian College) in Morogoro. Dort besuchte sie von 1971 und 1975 das Institute of Development Management (IDM) in Mzumbe, wo sie einen Abschluss mit einem Schwerpunkt in Buchhaltung erwarb.

## Politische Karriere
Während ihrer Schul- und Studienzeit zwischen 1965 und 1975 war Makinda Vorsitzende verschiedener lokaler Gruppen der TANU-Jugendorganisation. 1975 wurde sie im Alter von 23 Jahren von dieser als Jugendrepräsentantin nominiert und zog daraufhin als damals jüngste Abgeordnete in die Nationalversammlung (Swahili Bunge) ein. 1977 schloss sich die TANU mit der Afro-Shirazi Party (ASP) zur tansanischen Einheitspartei Chama Cha Mapinduzi (CCM) zusammen, deren Vorstandsmitglied sie wurde. Am 1. Juli 1992 wurde von der Nationalversammlung die Bildung weiterer Parteien gesetzlich erlaubt.
Von 1983 bis 1990 war Makinda Minister of State im Prime Minister's and First Vice President's Office. Premierminister waren in dieser Zeit Edward Moringe Sokoine (1983–1984), Salim Ahmed Salim (1984–1985) und Joseph Sinde Warioba (1985–1990). Anschließend wurde Makinda 1990 zur ersten Ministerin für Community Development, Women Affairs and Children ernannt. Vom 1. August 1993 bis Februar 1994 übte Makinda zudem das Amt als gewählte Vorsitzende und bis 31. Dezember 1994 als Präsidentin von UNICEF aus. Bei der Parlamentswahl 1995 wurde sie in Njombe South als Abgeordnete gewählt und zog somit erneut in die Nationalversammlung ein. Zwischen 1995 und 2000 war Makinda außerdem Regional-Kommissarin für Ruvuma. Von 2000 bis 2005 war sie Vorsitzende des ständigen Parlamentsausschusses für „natürliche Ressourcen, Umwelt und Armutsbekämpfung“ und zwischen 2000 und 2010 zudem Vorsitzende der Tanzania Women Parliamentary Group (TWPG).
Nach der Parlamentswahl im Jahr 2005 wurde Makinda als erste Frau stellvertretende Sprecherin (Deputy Speaker) und im November 2010 nach der nächsten Parlamentswahl ebenfalls als erste Frau Sprecherin (Speaker) der tansanischen Nationalversammlung. Am 13. November 2015 gab Makinda bekannt, dass sie nicht erneut zur Wahl antreten würde. Zu diesem Zeitpunkt war Makinda bereits 40 Jahre lang Parlamentsabgeordnete. Am 17. November 2015 löste sie Job Ndugai als Parlamentssprecher ab.
Makinda wurde Kommissarin der tansanischen Volkszählung von 2022. 2023 wurde sie außerdem als Nachfolger des ehemaligen Parlamentssprechers Pius Msekwa Kanzlerin der Moshi Cooperative University. Im Jahr 2024 leitete Makinda, ernannt durch Präsident Samia Suluhu Hassan, die Wahlbeobachtermission der Entwicklungsgemeinschaft des südlichen Afrika (englisch South Africa Development Community, SADC) bei den Wahlen in Namibia.

## Vorstandsmitgliedschaften
Makinda war im Laufe ihrer Karriere zudem Vorstandsmitglied folgender Unternehmen und Organisationen:
- 1971–1976: Institute of Development Management
- 1975–1983: Tanganyika Legal Corporation, Tanzania Electric Supply Company Ltd (Tanesco), National Bank of Commerce, Tanzania Railways Corporation Ltd (TRC) und Tanzania Elimu Supplies Company Ltd
- 1976–1983: Tanzania Textile Company Ltd
- 1977–1983: Mbeya Textile Company, Tanzania Legal Corporation
- 1978–1983: Surveyors Building Contractors Consultants
- 2001–2006: Co-operative Audit and Supervision Corporation (COASCO, als Vorsitzende)
- ab 2002: Board of Directors Of Tanzania Property and Business Formalization Programme (als Vorsitzende)
- ab 2010: Tanzania Tea Board (als Vorsitzende)
- Engineers Registration Board, Mwatex und Bora Shoes Company[1]